# Chou Nu Wu Di
Chou Nu Wu Di (chinês simplificado: 丑女无敌) é uma telenovela chinesa produzida e exibida pela Hunan Satellite TV, cuja transmissão ocorreu em 2008. É uma adaptação da trama colombiana Yo soy Betty, la fea, escrita por Fernando Gaitán.

## Elenco
- Ru Xin - Lin Wu Di
- Xiao Hu - Liu Fei De Nan
- Li Xin Yi - Li Qian